# Mat Clark
Mathew "Mat" Clark, född 17 oktober 1990, är en amerikanskfödd kanadensisk professionell ishockeyspelare som spelar för Anaheim Ducks i NHL.
Han draftades i andra rundan i 2009 års draft av Anaheim Ducks som 37:e spelare totalt.